# Mediterranean Journal of Mathematics
Mediterranean Journal of Mathematics is een internationaal, aan collegiale toetsing onderworpen wetenschappelijk tijdschrift op het gebied van de wiskunde. De naam wordt in literatuurverwijzingen meestal afgekort tot Mediterr. J. Math. Het tijdschrift is opgericht in 2004 als opvolger van Conferenze del Seminario di Matematica dell’Università di Bari, dat van 1954 tot 2003 was verschenen. Het wordt uitgegeven door de Universiteit van Bari. De verspreiding wordt verzorgd door Springer Science+Business Media. Het verschijnt 4 keer per jaar.